# 東方長嘯
東方長嘯（1931年12月28日—2006年5月9日），本名陳勤，曾用名陳是殷，男，福建福州人，台灣畫家。

## 生平
陳勤原名陳是殷，1931年出生於福建省福州市當地富商進士之家，1948年隨父母舉家遷台。先后就读于建國中學、師大附中、國立臺灣大學歷史系、國立師範大學史地系、國立政治大學新聞研究所碩士。
自幼醉心文史藝術，早年曾追隨李石樵及李德先生習畫。70年代自創「草書馬」，以狂草筆觸畫馬。陳勤除「草書馬」外，尚有「亂墨雞」及「書法抽象」等新創畫風系列。早年曾以「公孫子」之名落款「草書馬」畫作，後均以「東方長嘯」之名發表「草書馬」、「亂墨雞」系列作品，其油畫畫作則一律以本名陳勤發表。

## 評介
- 王文興：東方長嘯的馬，畫的是一種真氣的流轉，把這股氣投射到白紙上，可以說已經超越了民初畫馬名家徐悲鴻。
- 羅門：東方長嘯新創的長翅膀會飛的「草書馬」系列精品，已近乎是藝術世界的「哥倫布」，在人類的「眼珠」上探索到視覺的一塊新大陸。
- 陳鼓應：陳勤的畫可以用蘇東坡那句「出新意於法度之中，寄妙理於豪放之外」來形容。